# Rechtsrealisme
Het rechtsrealisme is een stroming binnen de rechtsfilosofie. De denkers die zich hiermee associëren komen met name uit de Verenigde Staten en Scandinavië. Daarom worden een Amerikaans en een Scandinavisch rechtsrealisme onderscheiden.

## Aanhangers

### Amerikaans rechtsrealisme
Een drijvende kracht achter het Amerikaans rechtsrealisme was Oliver Wendell Holmes, die zelf beïnvloed was door het pragmatisme. Belangrijke denkers waren Karl Llewellyn, Felix Cohen, Jerome Frank, Max Radin, Walter Wheeler Cook, William Underhill Moore, Herman Oliphant en Roscoe Pound.

### Scandinavisch rechtsrealisme
Axel Hägerström (uit Zweden) had een grote invloed op Alf Ross (uit Denemarken), Karl Olivecrona en Anders Vilhelm Lundstedt (beiden uit Zweden)

## Opvattingen
Volgens Llewellyn ging het bij het rechtsrealisme niet om een bepaalde 'school' (er waren inderdaad verschillende opvattingen over detailkwesties), maar viel wel een aantal gemeenschappelijke uitgangspunten te onderscheiden:
- Het recht is steeds in beweging; daarbij bepaalt de rechter wat het recht is.
- Het recht is een middel om sociale doelstellingen te bereiken en heeft geen intrinsiek doel; steeds moet kritisch onderzocht worden of de doelstellingen bereikt worden.
- De maatschappij is steeds in beweging, en ook sneller dan het recht, zodat steeds nagegaan moet worden of het recht aansluit bij de maatschappelijke doelstellingen
- 'Zijn' en 'moeten' moeten tijdelijk worden gescheiden omwille van studie.
- Traditionele voorschriften worden gewantrouwd voor zover ze beschrijven wat rechtbanken of mensen doen.
- De theorie dat de formuleringen van traditionele voorschriften bepalend zijn voor het voortbrengen van rechterlijke beslissingen wordt gewantrouwd.
- Het is zinvol om zaken in fijnere categorieën te rubriceren dan tot nog toe werd gedaan.
- Het recht moet worden geëvalueerd in termen van de gevolgen; deze gevolgen moet worden opgespoord.
- De problemen van het recht moeten op grond van deze overwegingen worden aangepakt.

Van belang is steeds de concrete benadering van het rechtsrealisme. Daarbij valt een lijn te onderscheiden van het natuurrechtsdenken (zie natuurwet) via het rechtspositivisme naar het rechtsrealisme. Het rechtspositivisme had al aangegeven dat het recht door de mens wordt gemaakt en niet wordt afgeleid uit vooraf gegeven normen. Deze positie kampte echter ook met problemen: er is geen 'positief' recht zoals het rechtspositivisme beweert; er is niet een bepaalde wil die bepalend is, maar alleen een geheel van geleidelijk veranderende regels. De 'bevelstheorie', die ervan uitgaat dat de soeverein gebiedt dat iemand rechten toekomen (zo worden rechten bepaald), is problematisch, omdat zo de notie van een recht verdwijnt.
Het rechtsrealisme krijgt vorm in de beslissingen die de rechter neemt. Deze past het recht niet eenvoudig toe, maar "maakt" het. De persoon van de rechter is daarbij volgens Frank van groot belang; bepalend voor zijn uitspraak zijn onder meer zijn maatschappelijke overtuigingen; rechters hebben vooroordelen die meespelen in het oordeel. Volgens hem zouden rechters dit moeten beseffen.
Holmes gaf aan dat het recht wordt gescheiden van de moraal. Een verregaande benadering is die van Ross, die aangeeft dat een woord als 'eigendom' geen betekenis heeft, maar alleen als middel dient om bepaalde gevolgen te bewerkstelligen.